# Nube estratosférica polar

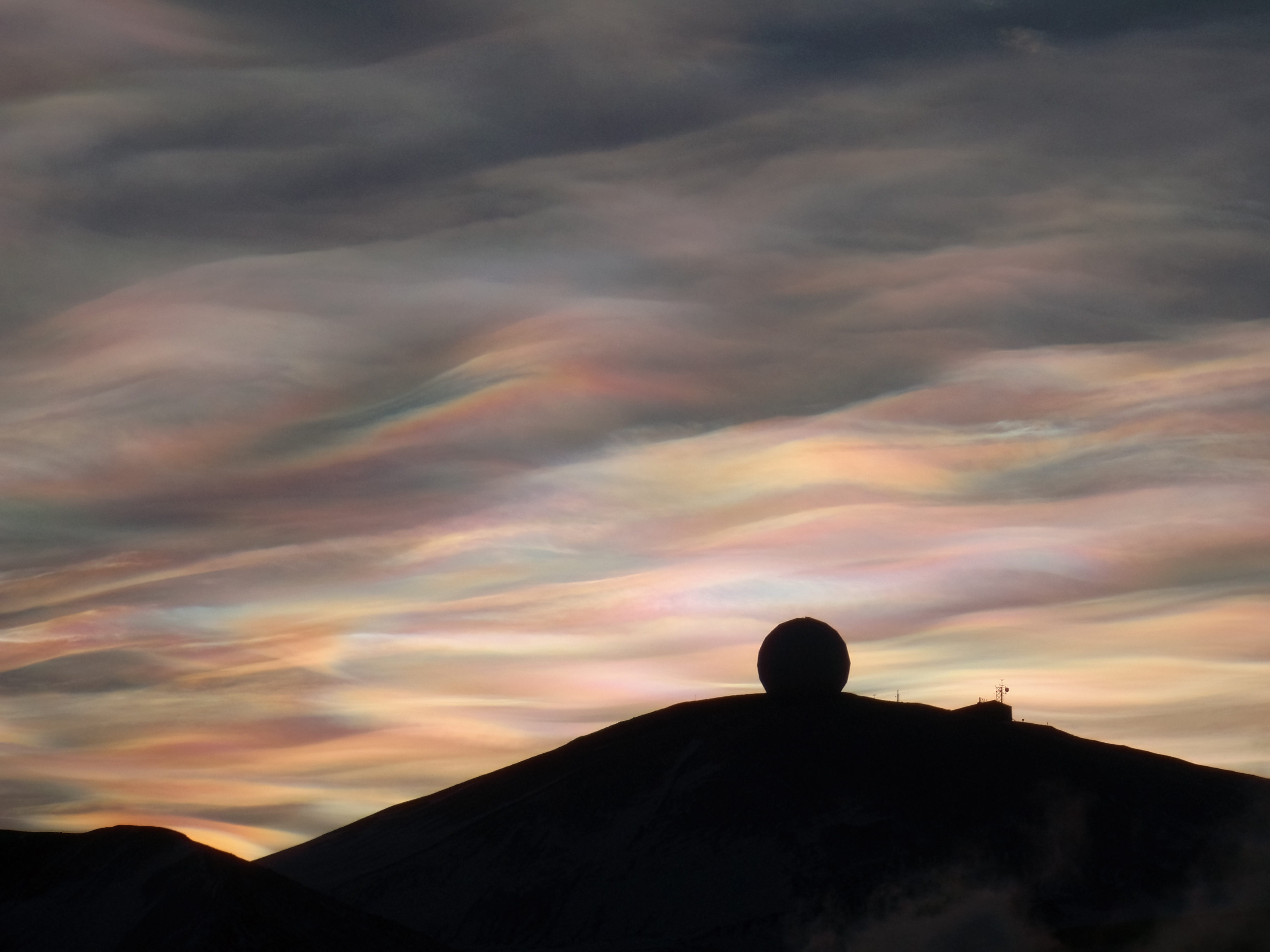
Nube estratosférica polar en la Antártida.

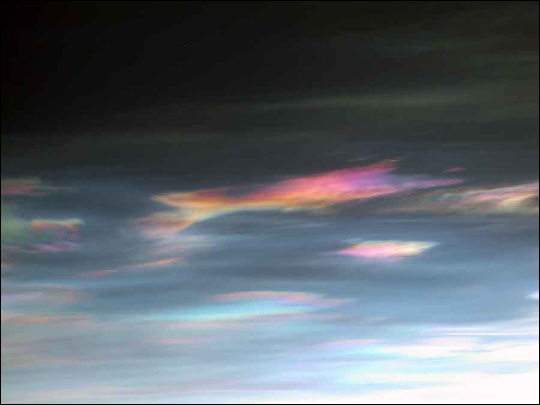
Captura de una PSC por un DC-8 de la NASA en el sur de Escandinavia.

Las nubes estratosféricas polares (PSC por sus siglas en inglés), también llamadas nubes nacaradas o madreperla, son nubes que se caracterizan por sus vistosos tonos pastel. Están compuestas por diminutos cristales de hielo (formados a partir de ácido nítrico o de agua), se forman entre los 15 y 30 kilómetros de altura a temperaturas de aproximadamente -83 °C. Sus cristales de hielo sirven como catalizadores de la formación de moléculas de Cl2 (a partir de los gases clorofluorocarbonados) que posteriormente serán divididas en dos átomos de Cl (debido a la incidencia de la Radiación Ultravioleta en primavera) que harán disminuir la concentración de Ozono estratosférico reaccionando con él. Las PSC forman parte, por tanto, del proceso de "destrucción" de la capa de ozono.

## Observación
En la Antártida durante el invierno austral (al igual que el Ártico en el invierno boreal), se pueden observar estas nubes de gran altitud (del orden de los 20 km), de gran belleza, generalmente lenticular elongado, con reflejos nacarados e iridiscentes, de ahí su nombre "nacaradas". También se les ha podido observar en lugares cercanos a los polos.

## Tipos
Existen dos tipos de nubes estratosféricas polares:
Tipo I: contienen gotitas hidratadas del ácido nítrico y de ácido sulfúrico. Para su formación se necesitan temperaturas inferiores a los -78 °C.
Tipo II: consisten en cristales de hielo relativamente puros de agua. Para su formación se necesitan temperaturas aún más bajas que en una PSC tipo I.